# 广州解放纪念像
广州解放纪念像，位于中国广州市越秀区人民街道海珠广场中央，为纪念中国人民解放军解放广州而建的雕塑。原作者為雕塑家尹積昌，其創作版本於文革期間被毀，现存广州解放纪念像于1979年重建、由潘鹤、梁明诚重新創作。广州解放纪念像用花岗石雕成，高11.5米，四方底座高3.6米，周边各长4.3米，正面刻有叶剑英题字“一九四九年十月十四日广州解放纪念”，像座四角分别刻“一切权力属于人民”印章，底座上面矗立着右手持步枪、左手捧鲜花、面带笑容、目光前视的士兵全身像。

## 历史
1959年，广州解放10周年之际，时任广州市长朱光提出在海珠广场竖立纪念雕像，1959年10月14日，广州各界在海珠广场举行盛会庆祝广州解放十周年，并举行“中国人民解放军解放广州纪念像”奠基仪式，首任广东省人民政府主席叶剑英出席，后将其讲话的文稿埋在奠基石之下。此后两月，由雕塑家尹积昌设计、全身为花岗岩石雕凿而成的“广州解放纪念像”在海珠广场中央落成，为一名左手怀抱鲜花、右手紧握钢枪的解放军战士雕像。1963年3月被公布为广州市文物保护单位。
该雕像在文化大革命时期被拆毁，广州市政府成立了“广州解放纪念像领导小组”，担任该雕像的重建工作，面向社会公开征集设计方案，最终在108个设计方案中选择了由著名雕塑家潘鹤、梁明诚的设计方案，1978年11月16日动工，1980年7月，时任广东省委书记习仲勋亲自为雕像揭幕。1996年，广州市政府筹建广州雕塑公园，原版的广州解放纪念像由尹积昌重新塑造于公园内，2006年因興建地铁六号线，部分基础台面需要被拆卸。在完成六号线的建设后，随海珠广场周边道路恢复。

## 轶事
2011年6月18日，香港影星鐘鎮濤專程到海珠廣場觀看此紀念像，皆因很多網友認為他與石像的樣貌相似。

## 鄰近建築
- 廣州賓館
- 廣州華夏大酒店
- 海珠橋
- 海印濱濱廣場（前廣交會展館）